# قلعه قالا چیق آغبلاغ علیا
قلعه قالا چیق آغبلاغ علیا مربوط به هزاره اول قبل از میلاد - سده‌های اولیه دوران‌های تاریخی پس از اسلام است و در شهرستان ورزقان، بخش مرکزی، دهستان سینا، ۱۰۰ متری شمال روستای آغبلاغ علیا واقع شده و این اثر در تاریخ ۲۷ اسفند ۱۳۸۷ با شمارهٔ ثبت ۲۶۴۰۴ به‌عنوان یکی از آثار ملی ایران به ثبت رسیده است.
قلعه قالا چیق آغبلاغ علیا یکی از آثار ملی ثبت شده ایران در ورزقان است که قدمت آن مربوط به هزاره یک ق‌م‌ ـ قرون اولیه اسلامی می باشد و در تاریخ ۱۳۸۷/۱۲/۲۷ به شماره ثبت 26404 در مجموعه آثار تاریخی ایران ثبت شده است. نشانی این اثر ملی ثبت شده ورزقان شهرستان ورزقان، بخش مرکزی، دهستان سینا، ۱۰۰ م شمال روستای آغبلاغ علیا می‌باشد.
استان آذربایجان شرقی دارای جاذبه های گردشگری، باستانی و طبیعی بسیاری است که قلعه قالا چیق آغبلاغ علیا شهرستان ورزقان یکی از آثار تاریخی و دیدنی این استان می‌باشد.